# Jakobité (hnutí)

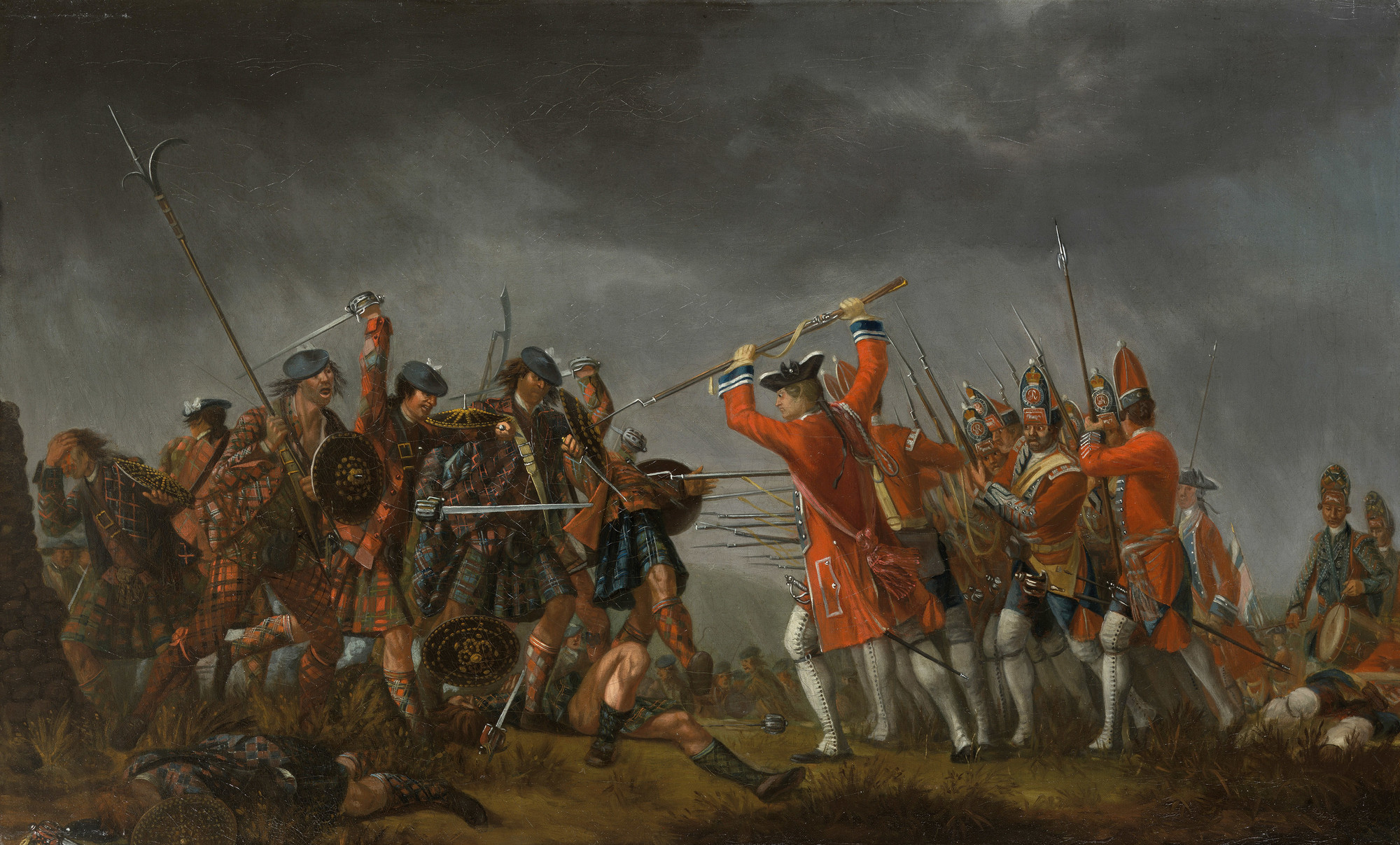
Porážka skotských jakobitů v bitvě u Cullodenu roku 1746

Vlajka jakobitů z roku 1745

Jakobité byli příznivci britského stuartovského panovníka Jakuba II., kterému chtěli po sesazení znovu pomoci na trůny zemí Anglie, Skotska a Irska. Později pomáhali i jeho synovi princi Jakubu Františku Stuartovi a vnukovi Karlu Eduardu Stuartovi. Slovo jakobita pochází z latinského Jacobus - Jakub.
Jakub II. byl sesazen v roce 1688 a na trůnu nahrazen svojí dcerou Marií II. a jejím manželem Vilémem Oranžským. Stuartovci poté žili v exilu na kontinentu a občas se pokusili o znovuzískání trůnu (s pomocí Francie a Španělska). Na Britských ostrovech bylo hlavní základnou jakobitů Irsko a Skotsko (především Highlands). Určitá podpora také existovala ve Walesu a severní Anglii.
Mnozí podporovali jakobity, protože považovali zásah parlamentu do následovnictví panovníků za nelegitimní. Katolíci marně doufali, že budou zrušeny zákony diskriminující jejich vyznání, a když se tak nestalo, doufali rovněž v brzký návrat katolických Stuartovců na trůn. Ve Skotsku se jakobité zapletli do posledních konfliktů klanového systému a díky tomu přetrvávají dodnes jen v romantických vzpomínkách.
Emblémem jakobitů je bílá růže Yorků; den Bílé růže je slaven 10. června, na výročí narození Jakuba Františka Stuarta v roce 1688.

## Pozadí

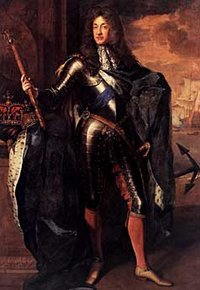
Jakub II. Stuart

Od druhé poloviny 17. století vládl na Britských ostrovech politický zmatek. Republikánský experiment skončil restaurací Karla II. (Charles II) a obnovením anglikánské církve (Church of England). Náboženské střety mezi katolíky a protestanty však pokračovaly, především ve Skotsku.
Problémy také způsobovaly pokusy o zavedení absolutistického způsoby vlády. Od pozdního středověku byli králové Anglie a Skotska závislí na podpoře vyšší třídy vlastníků půdy, kteří se na královské moci částečně podíleli. Poslední tři stuartovští králové (Karel I., Karel II. a Jakub II.) však tento model vlády stále víc omezovali ve svůj prospěch. Králové byli částečně inspirováni absolutismem v Evropě (např. Ludvík XIV.), částečně se chtěli vrátit k raně středověkému modelu.
V roce 1685 nastoupil na trůn po Karlu II. jeho bratr, Jakub II. (Anglie) a VII. (Skotsko), který byl katolického vyznání. Nejenže sdílel absolutistické tendence své rodiny, ale navíc se pokusil zavést náboženskou toleranci pro katolíky, kterých žila v Anglii menšina. Tento krok zvedl proti němu silný odpor anglikánské společnosti. Ztratit v 17. století náboženskou podporu se rovnalo i ztrátě politické moci.
Jakubův vicekrál v Irsku, Richard Talbot, hrabě z Tyrconnell, který byl prvním katolickým vicekrálem od doby reformace, se snažil omezit moc protestantů v Irsku a získat tak Jakubovi silnou základnu.
V Anglii a Skotsku se Jakub pokoušel zavést náboženskou toleranci, čímž pomohl katolické menšině, ale zneklidnil náboženské a politické špičky. Mezitím Vilém Oranžský, který budoval protestantskou alianci proti katolické Francii, lobboval u anglické politické elity, aby Jakuba nahradili Vilémovou manželkou Marií, která byla Jakubovou dcerou a nejbližší následnicí trůnu, ale nesetkal se s úspěchem. Poté se v roce 1688 Jakubově druhé manželce Marii Modenské narodil syn (Jakub František Stuart) a přinesl tak vyhlídku katolického následníka na anglickém trůnu. Politické mínění v Anglii se změnilo a Vilém a Marie byli pozváni, aby Jakuba nahradili. 4. listopadu 1688 připlouvá Vilém do Torbay v Anglii, kde se druhého dne vyloďuje na břeh. Jakub prchá do Francie. V únoru 1689 je tato „Slavná revoluce“ (Glorious Revolution) formálně potvrzena oficiální výměnou panovníka, ale mnoho katolíků i nadále podporuje Jakuba jako legitimního panovníka.

## Náboženství a politika
Zatímco na počátku byli jakobité spojováni s katolíky, především v Irsku, jinde v Británii tvořili katolíci pouze nepatrnou menšinu a Jakuba podporovaly i jiné skupiny. Katolíci tvořili v Irsku asi 75% populace, ale v Anglii jen asi 1% a ve Skotsku kolem 2%.

### Irsko
Irská podpora Jakuba II. byla především katolická, ačkoliv Jakubův postoj proti Augšpurské lize znamenal odmítavý postoj i vůči papežství. Na druhou stranu, Vilém byl spojen s mnoha katolickými zeměmi, včetně Svaté říše římské a jeho elitní jednotka sebou nosila papežskou korouhev. Válka v Irsku byla především katolickým povstáním a po jeho porážce v roce 1691 přestalo Irsko jakobitské hnutí téměř podporovat, vyjma irské brigády ve francouzské armádě.
Základem popularity jakobitů v Irsku byla podpora Stuartovské dynastie sahající zpět až k nástupu Jakuba I. na trůn v roce 1603. Irští básníci jej oslavovali jako prvního „irského“ krále království Anglie, Skotska a Irska, protože Jakub měl gaelské předky. Jakub a jeho následovníci byli také méně nepřátelští ke katolictví než Tudorovci. Během občanské války mezi parlamentem a Karlem I. a Karlem II. ve 40. letech 17. století podporovalo Irsko královskou stranu. Po vítězství parlamentu přišla většina katolických pánů o svoji půdu a také církev byla perzekvována. Proto byl Jakub II., coby první otevřeně katolický král po více než jednom století, považován za zachránce irských katolíků. Jakub jmenoval vicekrále irského původu, povolil vstup katolíků do armády a zavedl toleranci katolického náboženství. Také souhlasil s autonomií irského parlamentu a náhradou za půdu konfiskovanou během občanské války. Náboženská tolerance, autonomie legislativy a vrácení půdy – to byl základ podpory irských jakobitů, který přetrval až do poloviny 18. století.

### Anglie a Skotsko
V nížinné Británii se rekrutovali jakobité především z nižší šlechty, která byla po dvě století vykořisťována státem. Nadšeně se přidávala k jakobitským armádám, stejně jako finančně podporovala dvůr v exilu. Některé klany ze skotských Highlands zůstaly katolické, jako například klan Macdonald z Clanranald.
Jakobité v Anglii považovali sami sebe za dědice royalistů z občanské války, kteří bojovali za Jakubova otce, Karla I. proti parlamentu.

## Jakobitská posloupnost pretendentů trůnu
Jakobité uznávají za anglické krále ty osoby, které by získaly anglickou korunu, kdyby nebyl přijat Act of Settlement, který jejich nástupnictví vyloučil. Po vymření Stuartovců roku 1807 přešly nároky na anglický trůn na dynastii savojskou (1807–1840), z ní na dynastii Habsburg-Este (1840–1919) a z této dynastie na Wittelsbachy.
Podle jakobitské posloupnosti by v současnosti měl být anglickým (a skotským) panovníkem Franz Bonaventura Adalbert Maria Herzog von Bayern (*1933) z dynastie Wittelsbachů, což je zároveň pretendent zaniklého trůnu bavorského. On sám svůj teoretický nárok na britský trůn označil toliko za „zajímavou kuriozitu“.
Jelikož je František Bavorský bezdětný, nástupnictví pokračuje po linii jeho bratra Maxe a skrze jeho nejstarší dceru Sophii (to se netýká bavorského následnictví, které se řídí polosalickým právem a preferuje mužské členy z vedlejších linií). Od Sophie nástupnictví přejde na syna Josefa Václava z Lichtenštejna (zároveň následníka lichtenštejnského trůnu), který se narodil roku 1995 v Londýně a je tak od vyhnání Stuartovců prvním v jakobitské linii, kdo se narodil na anglické půdě.
- Jakub I. a VI. (1566–1625)
  -  Karel I. Stuart (1600–1649)
    -  Karel II. Stuart (1630–1685)
    -  Jakub II. a VII. (1633–1701)
      - Jakub František Stuart (1688–1766, Jakub III. a VIII.)
        - Karel Eduard Stuart (1720–1788, Karel III.)
        - Jindřich Benedikt Stuart (1725–1807, Jindřich IX. a I.)

      -  Marie II. Stuartovna (1662–1694)
      -  Anna Stuartovna (1665–1714))

    -  Henrietta Anna Stuartovna (1644–1670)
      -  Anna Marie Orleánská (1669–1728)
        -  Karel Emanuel III. (1701–1773), sardinský král
          -  Viktor Amadeus III. (1726–1796), sardinský král
            -  Viktor Emanuel I. (1759–1824), sardinský král
              -  Marie Beatrice Savojská (1792–1840)
                - František V. Modenský (1819–1875), vévoda modenský
                - Ferdinand Karel Viktor (1821–1849)
                  -  Marie Tereza (1849–1919)
                    -  Ruprecht Bavorský (1869–1955)
                      -  Albrecht Bavorský (1905–1996)
                        - JKV František, vévoda bavorský (*1933)
                        - (1) JKV Max-Emanuel Bavorský (*1937)
                          -  (2) JKV Sophie Bavorská (*1967)
                            - (3) JJ Joseph Wenzel (*1995)
                            - (4) JJ Georg Antonius (*1999)
                            - (5) JJ Nikolaus (*2000)
                            - (6) JJ Marie-Caroline (*1996)

  -  Alžběta Stuartovna (1596–1662), předek britských králů od roku 1714